# Дексбах, Михаил Сергеевич
Михаил Сергеевич Дексбах (2 февраля 1937, Кировск, Мурманский округ, Ленинградская область, СССР — 7 октября 2006, Москва) — Герой Советского Союза, лётчик-испытатель ОКБ имени Яковлева.

## Биография
Родился 2 февраля 1937 года в городе Кировск Мурманской области. Русский. Детство и юность провёл в Москве.
В армии с 1955 года. В 1957 году окончил Армавирское военное авиационное училище лётчиков. Служил в строевых частях ВВС (Московский военный округ). С 1963 года — в запасе. В 1967 году окончил Школу лётчиков-испытателей.
В 1967—1990 годах — на лётно-испытательной работе в ОКБ имени Яковлева. Провёл большой объём испытаний по отработке полётов с авианосца самолёта вертикального взлёта и посадки Як-38. 18 ноября 1972 года первым в стране произвёл посадку самолёта вертикального взлёта и посадки на палубу корабля (ПКР «Москва»), а 22 ноября 1972 года — взлёт с корабля. В 1973 поднял в небо и провёл испытания первого учебно-тренировочного самолёта вертикального взлёта и посадки Як-38У. Принимал участие в испытаниях боевого самолёта Як-28, пассажирских самолётов Як-18Т, Як-40, Як-42, спортивно-пилотажного самолёта Як-18ПС и других. Дважды катапультировался из погибающих самолётов.
За мужество и героизм, проявленные при испытании новой авиационной техники, лётчику-испытателю Дексбаху Михаилу Сергеевичу 23 июня 1981 года присвоено звание Героя Советского Союза с вручением ордена Ленина и медали «Золотая Звезда» (№ 11457).
Жил в Москве. Умер 7 октября 2006 года. Похоронен в Москве на Троекуровском кладбище (участок 6а).

## Заслуги
- Награждён орденами Ленина, Октябрьской Революции, Красной Звезды, медалями.
- Заслуженный лётчик-испытатель СССР (1980, в звании капитана).